# Max Nauta
Marten Ykes (Max) Nauta (Deventer, 2 april 1896 - Amsterdam, 18 december 1957) was een Nederlands schilder en glazenier. 

## Levensloop
Nauta was een zoon van bakker Yke Nauta (1865-1928) en Mintje Schotanus. Zijn vader was een begaafd autodidact in de schilderkunst, evenals diens vader, Klaas Nauta (1825-1872), de schilder van de “doodsbaren”, die nog steeds te zien zijn in de Grote kerk van Workum.
Nauta kreeg zijn eerste tekenlessen van de architect L. Groen te Alkmaar. Hij bezocht er de ambachtsschool. Dankzij een beurs van koningin Wilhelmina kon hij studeren aan de Rijksakademie van beeldende kunsten in Amsterdam. Hij werd er als kunstschilder opgeleid door de Professoren Dake, Nicolaas van der Waay, Antoon Derkinderen, Jan Six en Willem van der Pluym.
Op studiereis bezocht Nauta onder meer Tsjechië, waar hij twee jaar verbleef. Hij organiseerde er, vanuit de Vereniging Van Gogh, de eerste tentoonstelling van Nederlandse kunst. Hij werd ontvangen ten paleize van de president Thomas C. Masaryk. Hij had contact met de Tsjechische kunstenaars Alphons Mucha, Max Svabinsky, Bileck en de beeldhouwer Horjeck. In het mijnstadje Aussig a/d Elbe leerde hij Helene (Lene) Kettner kennen, met wie hij in 1926 trouwde.

## Invloeden
Vanaf 1926, terug in Amsterdam, werd Nauta's werk beïnvloed door George Hendrik Breitner, later meer door de Fransman Charles Daubigny, Carolus Durand en de Engelsman William Turner. Nauta en zijn vrouw reisden veel, ze bezochten buitenlandse musea. Hij kreeg waardering voor zijn krachtige portretten geïnspireerd door de grote Engelse portrettisten. Na de bevrijding kreeg hij vele eervolle opdrachten voor officiële portretten. Hoogtepunt was het portret van Winston Churchill uit 1955. Voor de vervaardiging hiervan verbleef hij met zijn vrouw enkele dagen op het landgoed Chartwell, waar Churchill voor hem poseerde. Het protestantisme en later de vrijmetselarij droegen bij aan zijn geestelijke vorming. Zijn liefde voor Boheems glas deed hem kiezen voor de glasbeschildering.

## Werk en genres

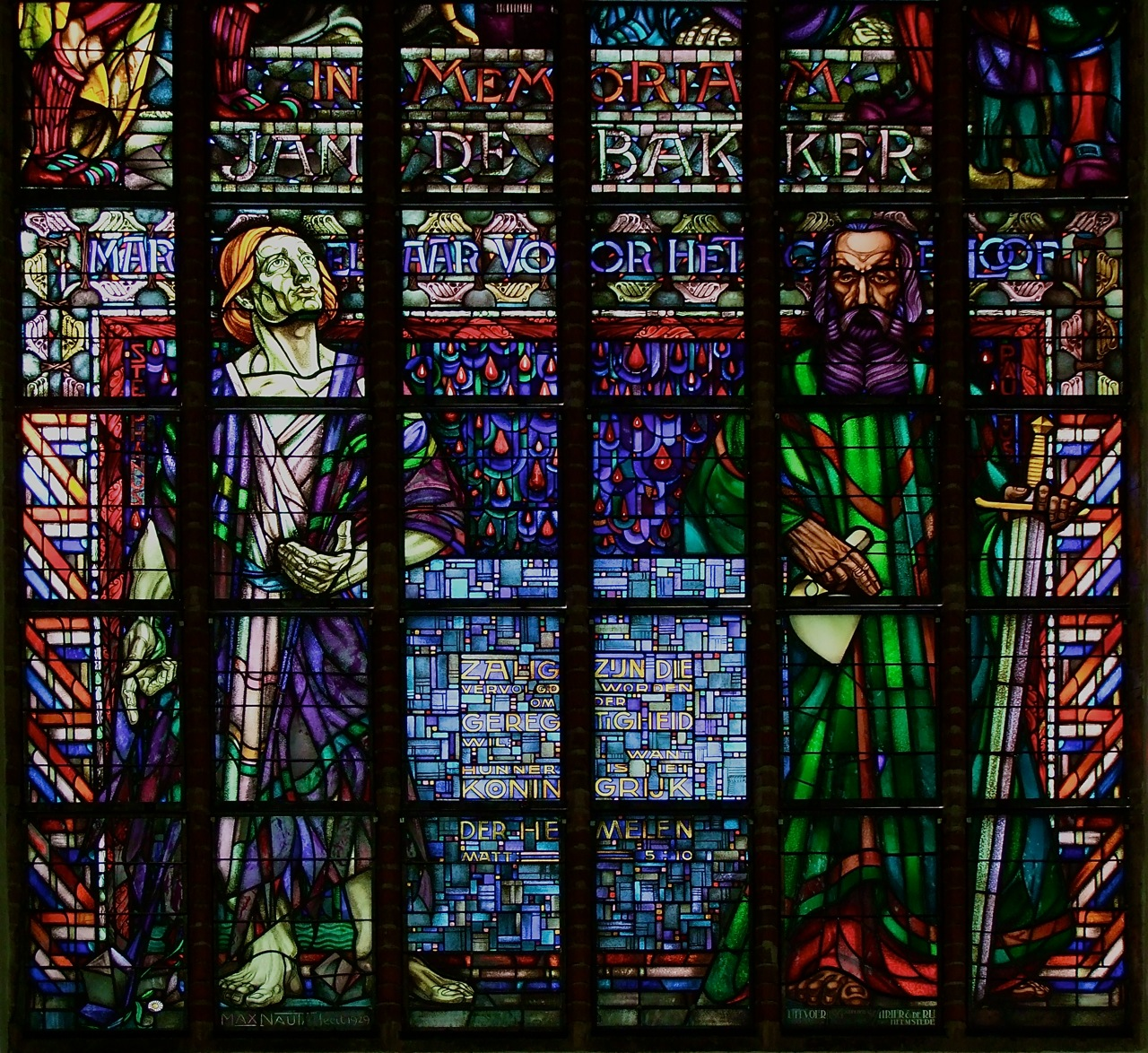
Glasraam ter nagedachtenis van Jan de Bakker in de Grote of Sint-Jacobskerk (Den Haag)

Het oeuvre van Max Nauta is onder te verdelen in vier categorieën: 
- Schilderijen, schetsen, etsen, aquarellen en gouaches van monumentale architectuur, stadsgezichten, landschappen - speciaal het gezicht bij nacht of bij sneeuw trok hem aan
- Studies van folklore en volksfiguren in klederdracht van Friesland, Noord-Holland en Tsjechië
- Portretten van leden van het Koninklijk Huis, notabelen en andere opdrachtgevers

Bekende portretten: 
Portret van burgemeester Feike de Boer, 1946, in de hal van de trouwzalen van het Stadhuis van Amsterdam 
Portretten van koningin Wilhelmina, 1936, prinses Juliana en prins Bernhard, 1937 (bekend van kleurenreproducties uit een Telegraaf-regeringsjubileumboek van 1938, portretten die in menig huishouden de oorlog hebben overleefd) 
Staatsieportret Juliana Regina 1948, met reproductie in de "Elegance" van april 1949 
Portret van Winston Churchill, 1955, te vinden in het gebouw van de Tweede Kamer in Den Haag. 
- Beschilderde glas-in-loodramen met historische figuren en symbolen ontleend aan de Nederlands protestantse traditie en de vrijmetselarij, verspreid in heel Nederland en Engeland.

Als glazenier komt zijn gevoel voor symboliek en allegorie het best tot zijn recht. Hij probeerde de straling van de glaskunst van de middeleeuwse kathedralen te bereiken door gekleurd glas te gebruiken als ondergrond voor de beschildering, waarbij de gewenste vorm en betekenis de doorslag gaven. Hierdoor rijst zijn werk uit boven de art deco, waar het sporen van draagt. Voor de technische uitvoering van zijn ontwerpen werkte hij samen met diverse Haarlemse glasateliers. Zijn eerste opdracht kreeg hij van het Kerkbestuur der Nederduits-Hervormde Kerk te Woerden in 1925. Dat raam, ontworpen ter gelegenheid van de herdenking van de dood van Jan de Bakker, die in 1525 als ketter op de brandstapel werd gevonnist, bevindt zich in de Petruskerk in Woerden. 
Hoogtepunten in zijn oeuvre als glazenier zijn te vinden in de Grote Kerk van Den Haag (1930) - eveneens ontworpen voor Jan de Bakker, het NCRV-gebouw te Hilversum, de Nederlandse kerk Austin Friars in Londen, de gedenkramen van de Bataafsche Petroleum Maatschappij in Amsterdam en de 18 ramen van St. Andrew, Roxbourne in Engeland. Deze laatste opdracht was tevens de apotheose van zijn metafysisch geladen werk.

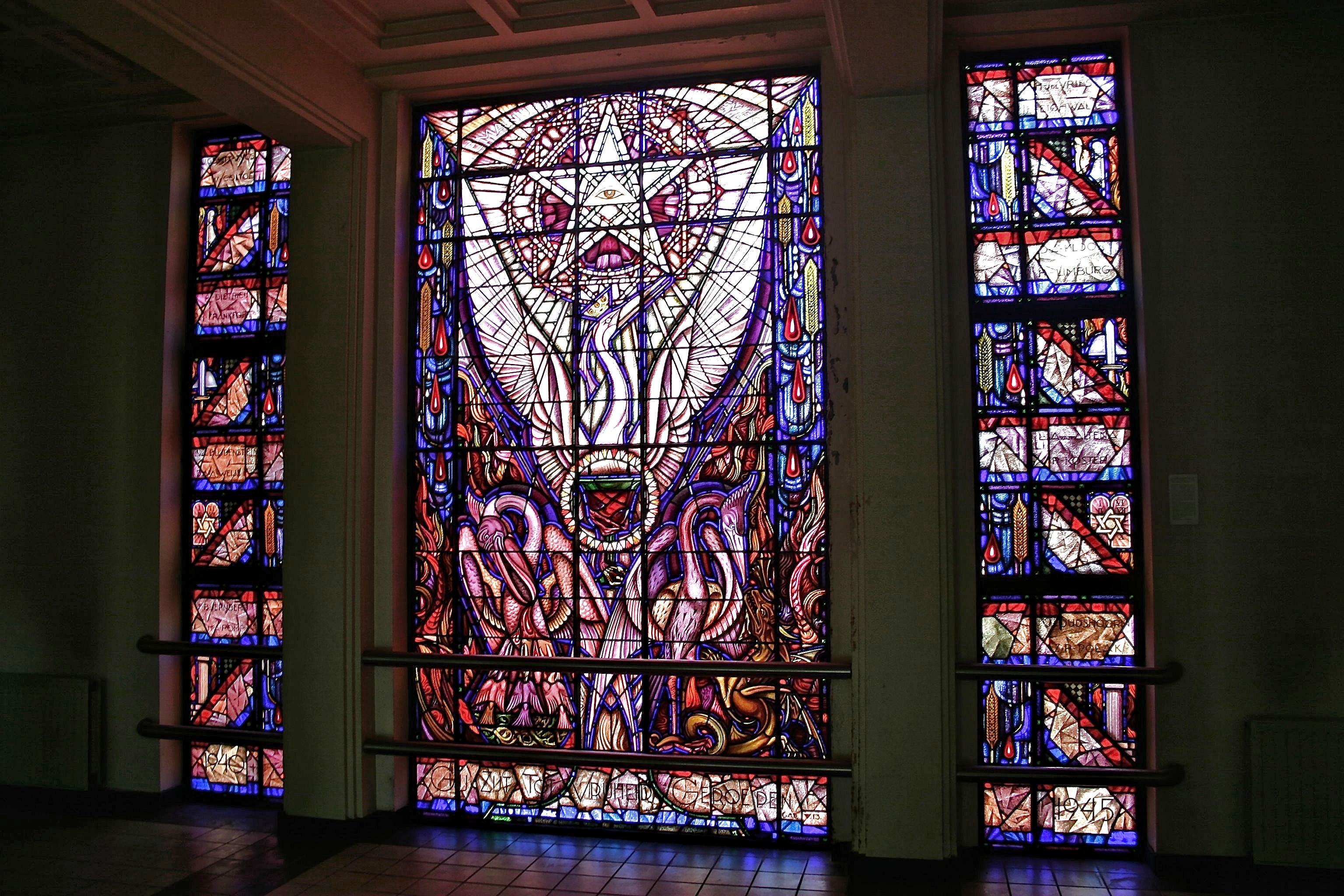
Shell-laboratorium
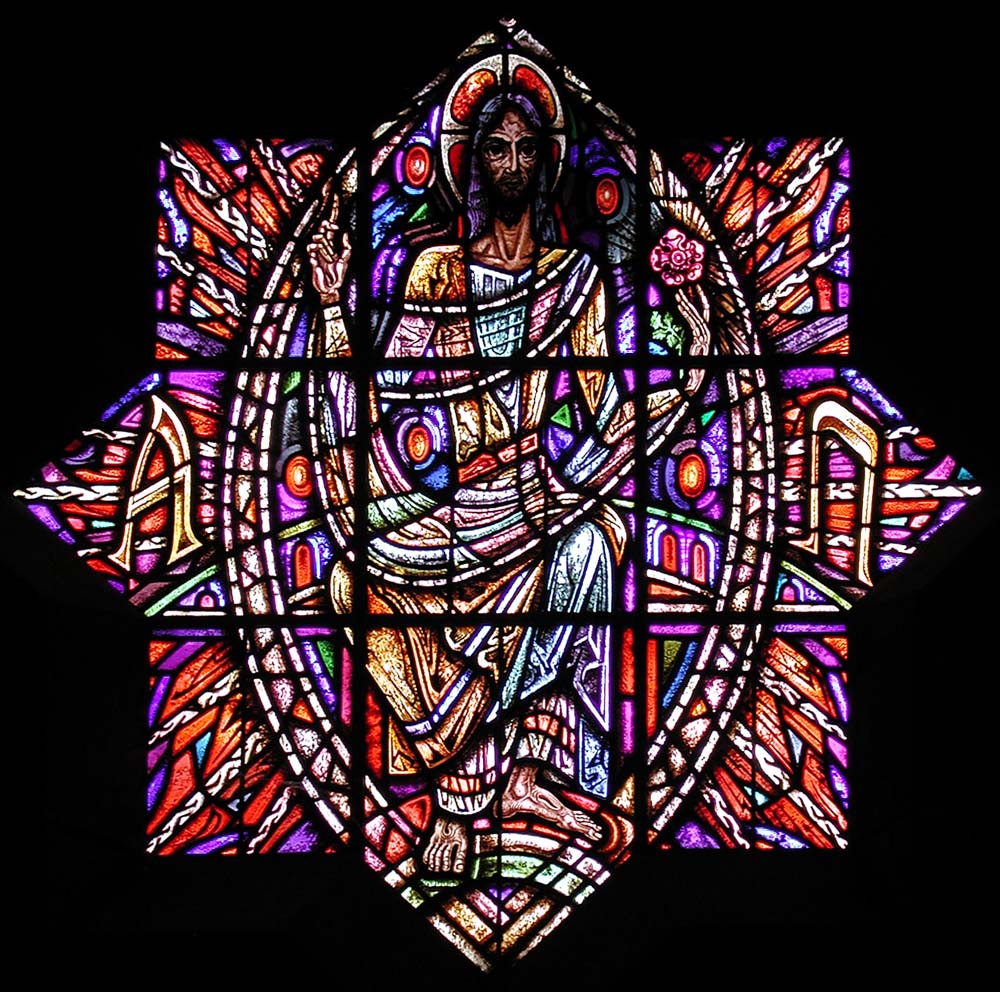
St. Andrew, Roxbourne
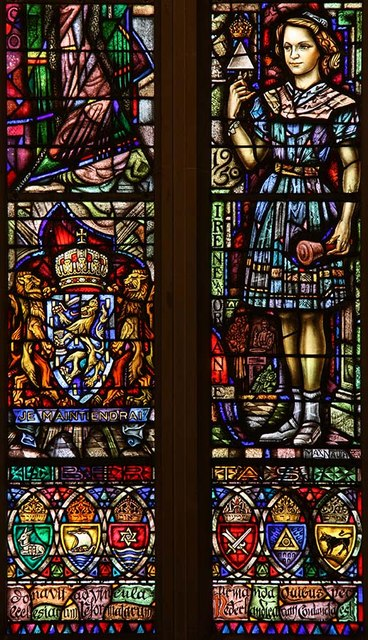
Austin Friars, London
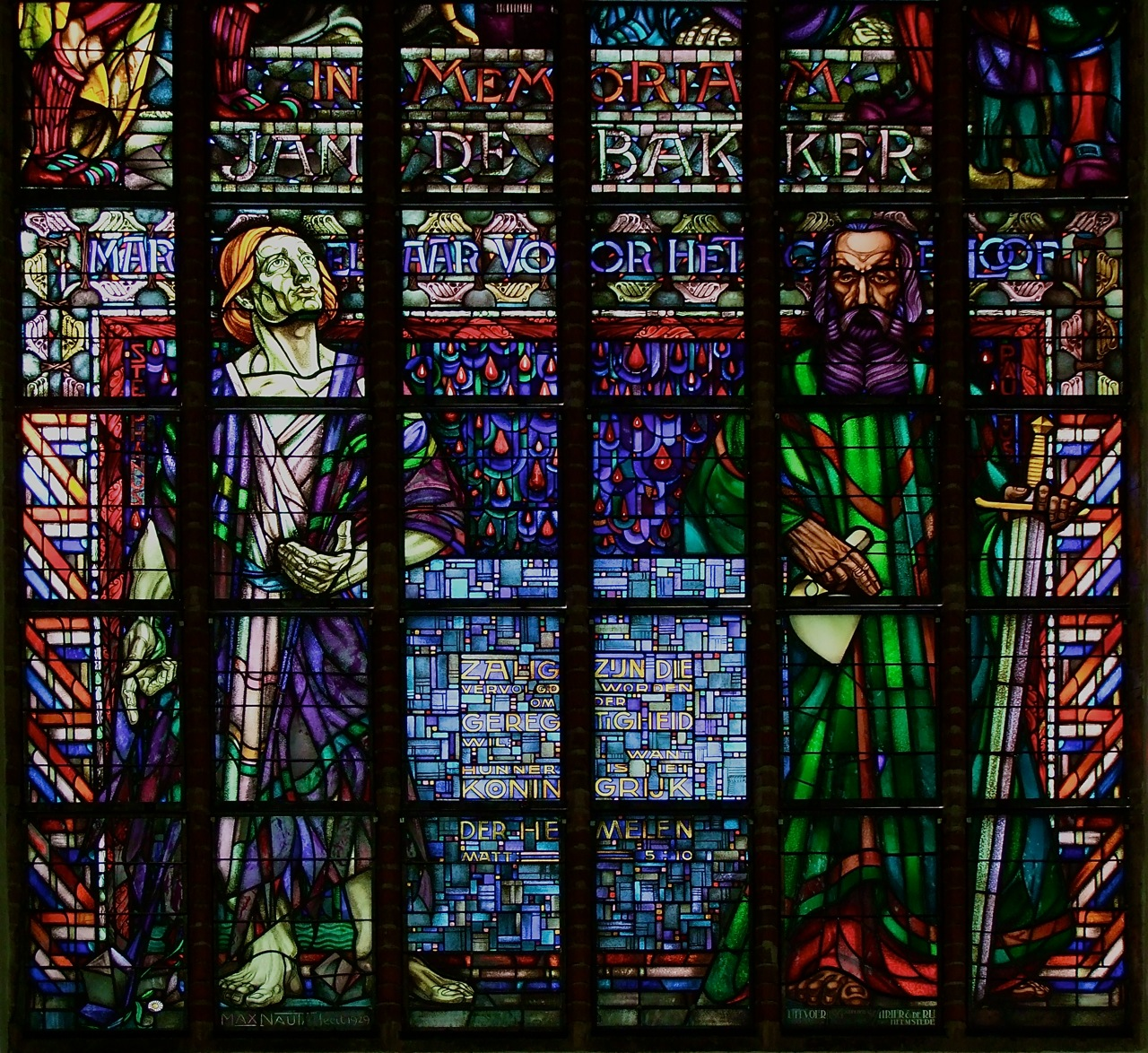
Grote Kerk, Den Haag
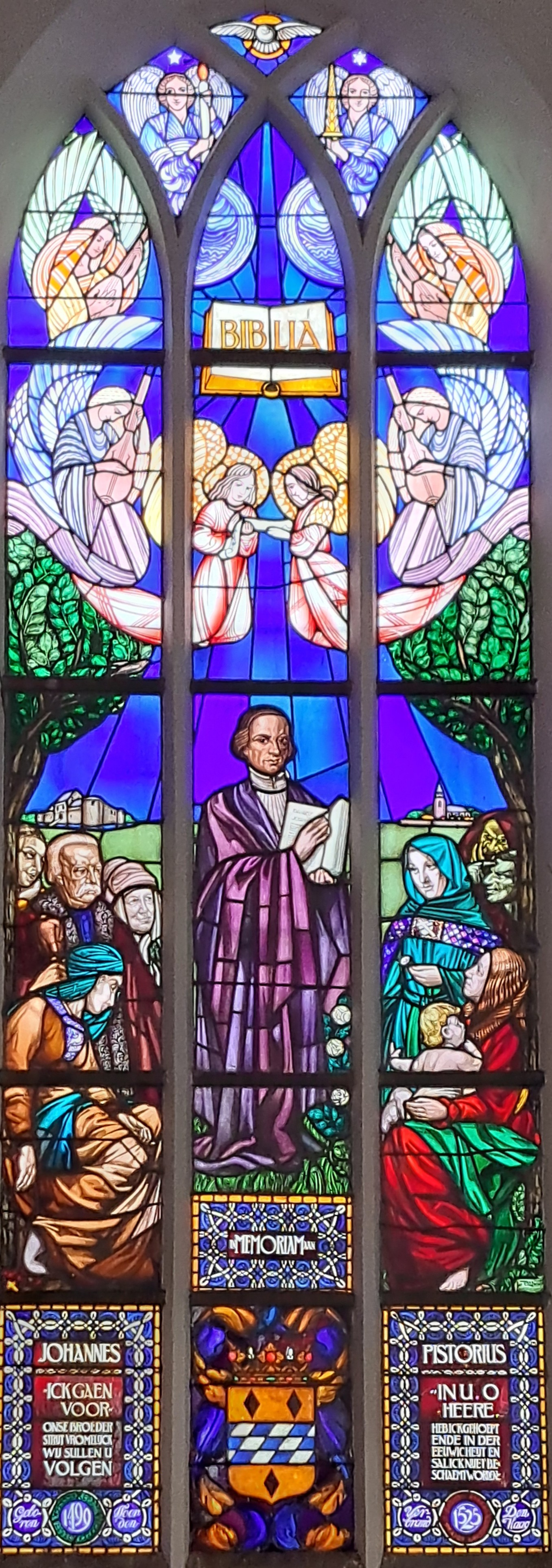
Petruskerk, Woerden

## Opinies over zijn werk en prijzen
Onderstaande geeft een beeld over de appreciatie die Nauta van zijn tijdgenoten kreeg:
- “Deze orde is in de compositie van Nauta - die een beoefenaar van de artistieke geometrie is - een orde van de geest. De compositie van zijn raam is nl. gegrondvest op een schema van abstracte lijnen, die men nooit en nergens in de natuur vindt en die, evenals de kleuren, reeds op zichzelf iets uitdrukken.“ Kasper Niehaus in het maandblad “Spirit” van 20 augustus 1939 over een van de gedenkramen van de Bataafsche Petroleum Maatschappij in Amsterdam.
- “De schilder en glazenier Max Nauta heeft ons in zijn werk iets te zeggen“. M. Muller
- Een beurs van koningin Wilhelmina, prijzen van het Willink van Collenfonds en het Davidfonds
- Het diploma "Kunstenaar in het verzet"

## Collecties
Werken van Max Nauta bevinden zich onder meer in collecties van:
- Joods Historisch Museum, Amsterdam.
- Koninklijk Huis
- Paleis het Loo, Apeldoorn
- Stadhuis van Amsterdam
- Tweede Kamergebouw, Den Haag,